# Weißjackl
Der Weißjacklberg (805 m ü. A.) ist ein bewaldeter Berg in der Rax-Schneeberg-Gruppe im südlichen Niederösterreich, östlich des Gahns (1352 m) zwischen den Orten Buchbach, Gloggnitz (wo der Gipfel liegt) und Prigglitz. 
Auf seinem Gipfel befindet sich eine künstliche Steinanhäufung mit einem Gipfelbuch. Der Name des Berges ist slawischen Ursprungs und lässt sich von visoko (Höhe) ableiten.